# Lukáš Ulrych
Lukáš Ulrych (* 10. října 1992 Praha) je český politik a středoškolský učitel, v letech 2023 až 2024 místopředseda SOCDEM a od února 2021 do února 2025 předseda Mladých sociálních demokratů.

## Život
Vystudoval Pedagogickou fakultu Univerzity Karlovy v Praze (získal titul Mgr.). Od roku 2017 působí jako učitel na Českoslovanské obchodní akademii Resslova 5, věnuje se také odborové činnosti.
Lukáš Ulrych žije v Praze, konkrétně v městské části Praha 7. Mezi jeho záliby patří historie, filozofie, knihy, přátelé, seznamovací aplikace a hudba.

## Politické působení
Je členem SOCDEM, za kterou v komunálních volbách v roce 2014 kandidoval do Zastupitelstva městské části Praha 3, ale nebyl zvolen. Neuspěl ani ve volbách v letech 2018 a 2022 (ve druhém případě jako člen České strany sociálně demokratické za uskupení „Praha 3 pro všechny – ČSSD a Budoucnost“).
V komunálních volbách v roce 2018 kandidoval i do Zastupitelstva hlavního města Prahy, ale neuspěl. Zvolen nebyl ani ve volbách v roce 2022, když figuroval jako člen ČSSD na 4. místě kandidátky subjektu „Solidarita – koalice ČSSD, Zelených, Budoucnosti a Idealistů“.
V únoru 2021 byl zvolen předsedou Mladých sociálních demokratů. V únoru 2023 funkci obhájil.
Ve volbách do Poslanecké sněmovny PČR v roce 2021 kandidoval za ČSSD v Praze, ale strana se do Sněmovny vůbec nedostala. Na sjezdu v červnu 2023 byl zvolen místopředsedou strany, když ve volbě získal 114 hlasů (ke zvolení bylo potřeba 79 hlasů). Strana se na tomto sjezdu přejmenovala na SOCDEM. Funkci místopředsedy strany zastával do října 2024.
Ve volbách do Evropského parlamentu v červnu 2024 kandidoval za SOCDEM na 7. místě její kandidátky. Strana však získala pouze 1,86 % hlasů, a zvolen tak nebyl. Získal celkem 290 preferenčních hlasů a propadl se jedno z posledních míst kandidátní listiny.
Funkci předsedy Mladých sociálních demokratů zastával do 15. února 2025, kdy se novým předsedou stal Luděk Svoboda.